# Алтернатор
Алтернатори се користе у савременим аутомобилима за пуњење акумулатора и напајање електричног система када је његов мотор у раду. Алтернатор је битан елемент сваког возила, а налази се близу мотора. Ради по истом принципу као његов претходник – динамо, само што је његов принцип рада мало сложенији и унапређенији, јер ипак производи велику количину струје.
За стартовање вашег аутомобила потребна је одређена количина електричне енергије. Иста је сачувана у акумулатору. Када упалите аутомобил поред њега електричну енергију троше и остали електрични уређаји аутомобила: светла, жмигавци, сирена, брисачи, грејање... Без алтернатора би се веома брзо потрошила складиштена електрична енергија из акумулатора. Алтернаторов задатак је да константно производи потребну количину струје за напајање свих потрошача, а уједно њен вишак складишти у акумулатор и допуњава га. За разлику од динаме производи наизменичну електричну енергију. Данас скоро сви аутомобили имају алтернаторе, јер имају способност да код минималног броја обртаја произведу довољну количину електричне енергије за пуњење акумулатора. С обзиром, да се акумулатор пуни са једносмерном струјом, алтернатори садрже и усмериваче, који претварају наизменичну електричну енергију у једносмерну, штите алтернатор од преоптерећења и помоћу регулатора напона омогућују пуњење акумулатора код његовог спорог окретања.
Алтернатор функционише слично као динама, разлика је у том што оно што је код динаме ротор (намотаји) је статор код алтернатора односно магнети су на ротору алтернатора а статору динаме и алтернатор је много учинковити при ниским обртајима мотора.

## Принцип рада
Алтернатор производи наизменичну струју која се исправља полупроводничким диодама и тако се добија једносмерна струја потребна за рад електричних уређаја на возилу. Напон се стабилише електронским регулатором (реглер) који утиче на побудни намотај алтернатора (смештен на ротору) и тако одржава напон константним. Како алтернатор погон добија од мотора возила, брзина обртања није константна, па и фреквенција варира. Међутим, како се овако добијена струја исправља у једносмерну, та варијација фреквенције нема утицаја на рад електричних уређаја у возилу.

## Историја
Војна возила од Првог светског рата први пут су користила модерне типове алтернатора возила за снабдевање радио опреме на специјализованим возилима. Послератна возила, друга возила са високим захтевима за електричну енергију, као што су амбуланте и радио такси, такође могу бити опремљена опционим алтернатори.
Алтернатори су први пут представљени као стандардна опрема на производном аутомобилу од стране Крајслера на Валианту 1960. године, неколико година испред Форда и Генерал Моторса.